# بسامد شنیداری

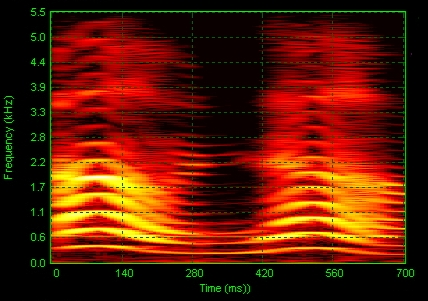
عکسی از فرکانس های شنیداری را نشان میدهد

بسامد شنیداری (انگلیسی: Audio frequency) به زیروبمی که صدا باید داشته باشد گفته می‌شود و استاندارد مورد قبول آن ۲۰ تا ۲۰٬۰۰۰ هرتز که محدوده شنوایی انسان است. فرکانس‌های زیر ۲۰ هرتز شنیده نمی‌شود و در فرکانس‌های بالا احتمال آسیب رسیدن به گوش وجود دارد.